# Obcina (Maramureș)

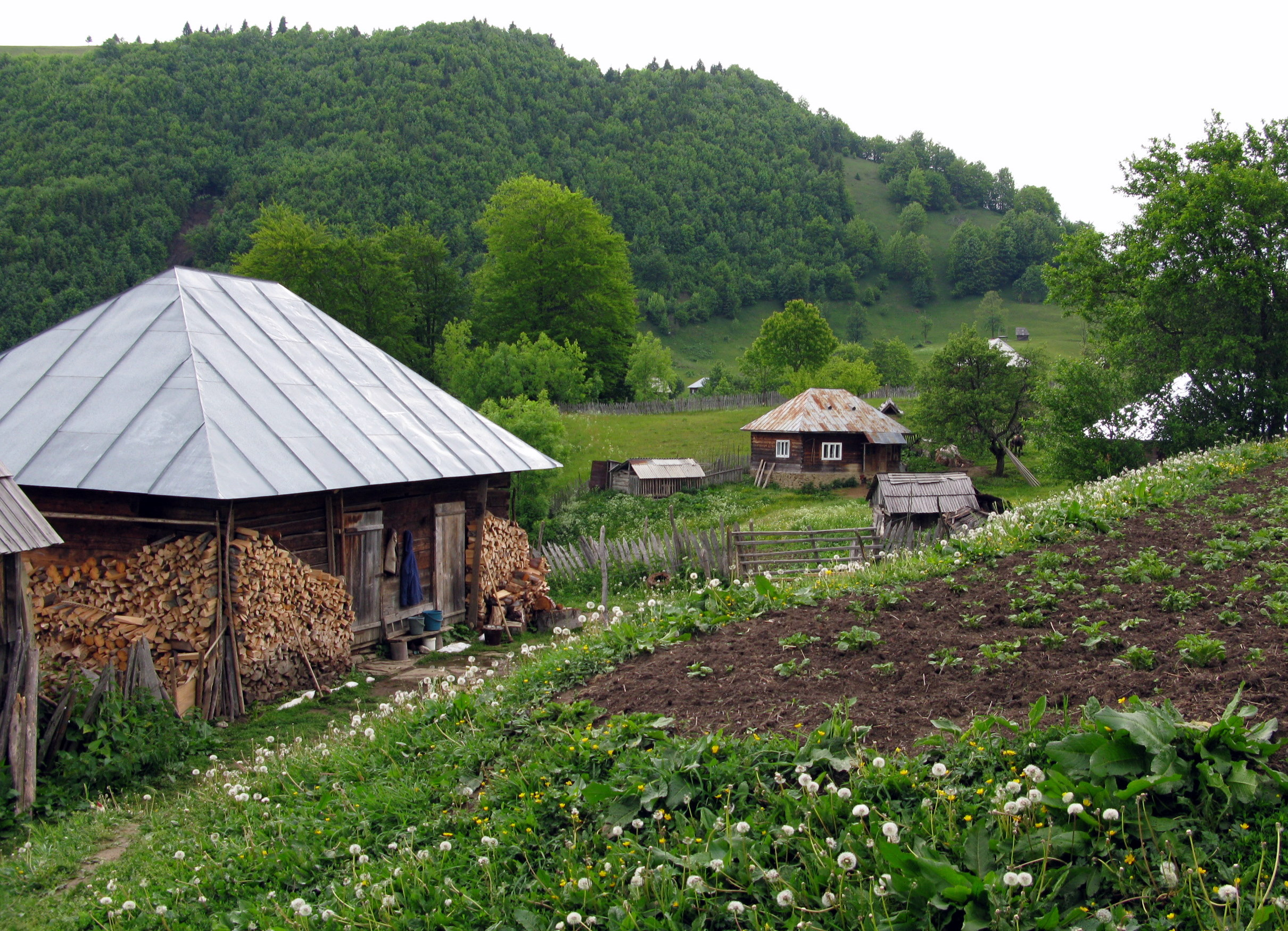
Höfe in Obcina

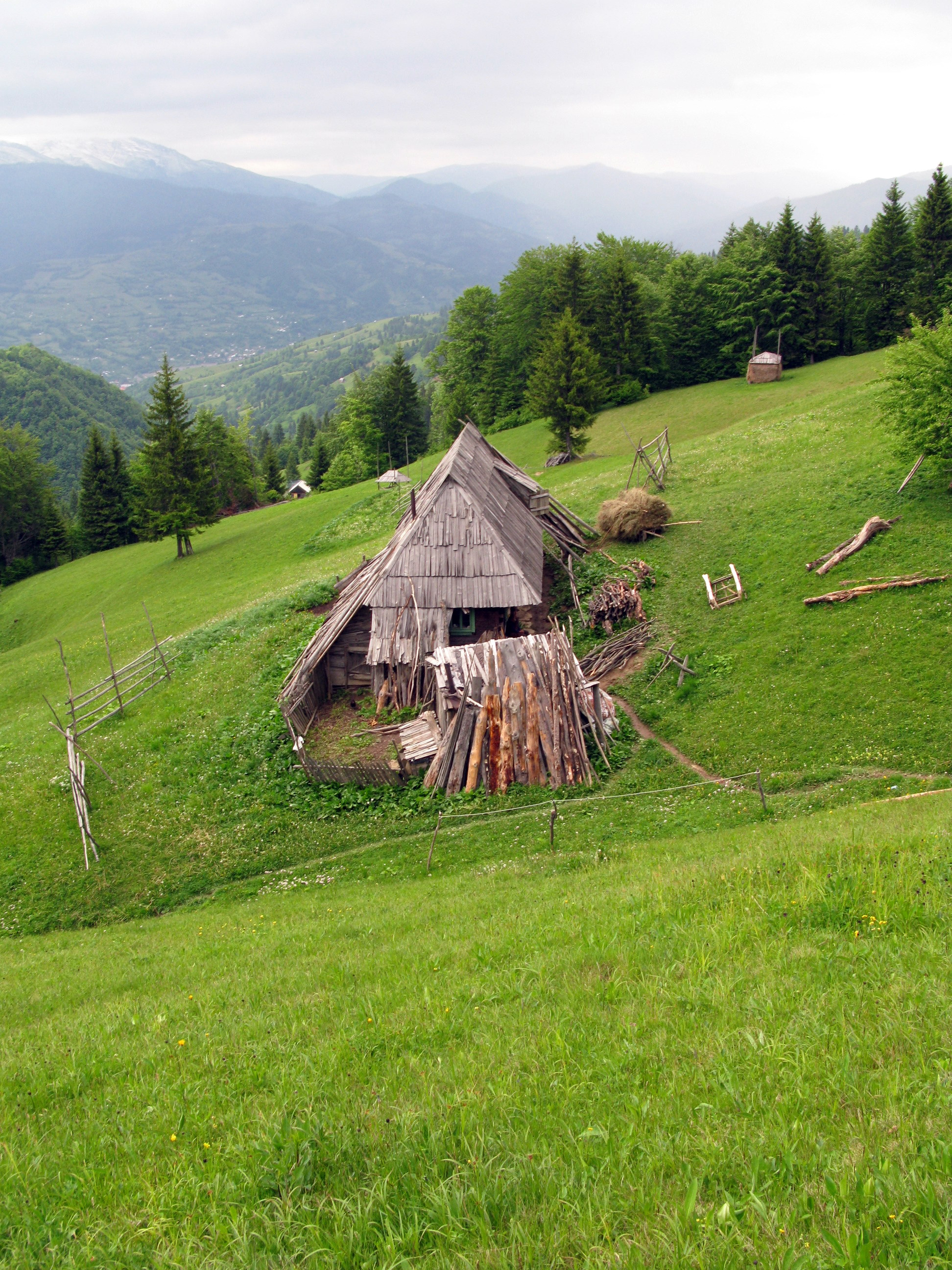
Obcina

Obcina (ukrainisch für: ‚oben am Berg‘) ist eine ruthenische Höhensiedlung in etwa 1000 m Seehöhe auf einem Pass, gehörig zur Gemeinde Poienile de sub Munte im rumänischen Kreis Maramureș im Norden Rumäniens. In diesem Weiler ohne Zufahrtsstraße gibt es noch ein hohes Maß an Selbstversorgerwirtschaft, das in der EU sonst kaum mehr zu finden ist. Das Leben der Bauern ohne Maschinen, ohne Strom und Fahrzeuge wurde insbesondere durch den Dokumentarfilm Obcina des Berliners Björn Reinhardt überregional bekannt.
Die Siedlung ist nur zu Fuß von Poienile de sub Munte im Tal Valea Misica aus oder von Vișeu de Mijloc (Mittelwischau) über das Tal Valea Vinului erreichbar. Aufgrund seiner geografischen Abgelegenheit und der Armut der Bewohner gibt es bis heute keine Straße unmittelbar bis Obcina. Seit alters her umgibt die Siedlung ein Geflecht von Tierpfaden, Hirten- und Transportwegen. Die Bewohner pflegen die Wege weder auszubauen noch zu pflegen. Die wenigen zum Verkauf geeigneten Produkte wie selbst produzierter Schafskäse und in den umliegenden Wäldern gesammelte Blaubeeren, Himbeeren oder Pilze werden mit dem Rucksack abtransportiert. Holz wird im steilen Gelände direkt mit dem Pferd talwärts gezogen. Wenn es flacher ist, wird ein Pferdeschlitten verwendet. Auch zum Transport des Heus zu den charakteristischen Schobern und zu den Scheunen verwendet man Schlitten. Die Heuvorräte werden erst im Winter nach dem ersten Schnee mit Pferdeschlitten ins Tal gebracht. Die Versorgung mit notwendigen Arbeits- und Lebensmitteln erfolgt via Rucksack aus Poienile. Bis auf wenige Geräte wie Radio,  Handy mit Batterie oder Solarmodule gibt es keine strombetriebenen Geräte.
Charakteristisch für die Gegend sind die dichten Laubwälder der Waldkarpaten, die hier Teil der Pietrosul Maramureșului-Gruppe sind. Der Ausblick nach Nordwesten zeigt das Massiv des Pop Iwan (Vârful Pop Ivan 1937 m), nach Norden den Farcau (Vârful Farcău 1956 m), nach Nordosten die Vârful Rechita (1573 m) und im Süden zu den Bergen um das Wischautals. Weitere Streusiedlungen in ähnlicher Höhenlage gibt es nicht.
Das aus zehn kleinen Höfen bestehende Almdorf wurde von Frühling bis Herbst um 2009 noch von acht, meist kinderreichen ruthenischen Familien bewohnt. Die Ruthenen sind im Norden Rumäniens eine ukrainische Minderheit, deren Sprache und Kultur noch weitgehend erhalten geblieben ist. Während im Sommer hier dutzende Menschen arbeiten, ziehen über den Winter alle Bewohner bis auf eine Familie in ihre Häuser im Tal.
Obcina ist im Gegensatz zu anderen Dörfer ohne Zufahrtsstraße wie etwa die norditalienischen Bergdörfer Moggessa di Quà, Moggessa di Là und Stavoli, jedoch noch weitaus ursprünglicher. Die Kulturlandschaft ist noch sehr von menschlicher Handarbeit geprägt. Wieder zuwachsende Wiesen sind noch selten.

## Maramureș-Filmarchiv
Die Bergsiedlung erlangte durch den Dokumentarfilmer Björn Reinhardt, der im angrenzenden Valea Vinului wohnt, eine gewisse Bekanntheit. In der Reihe „Maramureș-Filmarchiv“ dokumentiert Reinhardt, der selbst gut Rumänisch spricht, mit ethnografischer Akribie und großem Einfühlungsvermögen das Leben in der Maramureș. Einstweilen sind in der Reihe acht Dokumentarfilme erschienen. Zwei davon widmen sich explizit dem Dorf, "Obcina" (2006) und "der kinderberg" (2009).
"Obcina - Die spektakulärste Bergsiedlung der Maramureș" ist der erste Teil der "Ruthenischen Trilogie". Der Film begleitet das Leben der Familie des Fassbinders Ștefan Cut im Jahreskreis. Seine Familie ist die letzte, die auch im strengen Winter in Obcina geblieben ist. Da gilt es, die eigenen Tiere inklusive Hund gegen die hungrigen Wölfe zu verteidigen und mit den wenigen selbstproduzierten Nahrungsmitteln, wie vergrabene Kartoffeln, auszukommen. Das gewohnte Leben am Hof ist bedroht, als Ștefans Arbeitskraft durch einen abgefroren Finger immer mehr leidet und keine Besserung in Sicht ist. Der Bauer hat große Angst vor den Schmerzen und Kosten der Operation. Weiterhin porträtiert der Film die Arbeit und das Leben im Sommer, die Bewohner beim Musizieren oder das Leben der kinderreichen Familien. Der Film wurde mehrfach ausgezeichnet. Inzwischen ist Ștefan Cut verstorben.
Der zweite Teil der Ruthenischen Trilogie zeigt die „erschütternd schöne Kindheit“ in Obcina. Dabei geht es um das Leben der vielen Kinder im Spannungsfeld zwischen einem unbeschwerten Aufwachsen in der Natur auf der einen Seite, aber auch dem beschwerlichen Leben in den Bergen, der Arbeit, die auch schon den Kindern abverlangt wird, oder der Abwesenheit der Eltern auf der anderen Seite.